# Pyracanda
Pyracanda ist eine Thrash-Metal-Band aus Koblenz, die im Jahr 1987 gegründet wurde. Sie benannte sich 1992 in Ilex um, bevor sie sich 1997 auflöste. Bis zum Ende der 1990er-Jahre waren Teile der Band weiterhin unter dem Namen G.Reizzt gemeinsam tätig. Seit 2019 ist die Gruppe wieder unter dem Namen Pyracanda aktiv.

## Geschichte
Die Band wurde im Jahr 1987 vom Bassisten Rolf Koch, dem Sänger Dirk Pützfeld, dem Schlagzeuger Elmar Gehenzig und den Gitarristen Sven Fischer und Dennis Vaupel gegründet. Zusammen entwickelten sie die ersten Lieder und veröffentlichten im Folgejahr ihr erstes Demo Welcome to the Crab-Louse-City. Im selben Jahr verließen Koch und Pützfeld die Band und wurden durch Bassist Dieter Wittbecker und Sänger Hansi Nefen ersetzt. Durch das Demo wurde No Remorse Records auf die Band aufmerksam und nahm diese unter Vertrag. Im Jahr 1990 wurde bei diesem Label das Debütalbum Two Sides of a Coin veröffentlicht, das von Armin Sabol produziert wurde. Im Jahr 1992 folgte mit Thorns das zweite Album. Es erschien bei Aaarrg Records. Noch im selben Jahr benannte sich die Band in Ilex um. Neben Gehenzig, war auch Sven Fischer nicht mehr in der Band vertreten und trat kurz darauf Rage bei. 1995 veröffentlichte die Band ein Demo, dem 1996 noch eine EP folgte. 1997 löste sich die Band dann endgültig auf.
Am 19. November 2010 fand die Band, 20 Jahren nach Erscheinen des Albums Two Sides of a Coin zusammen, um ein einziges Konzert zum Jubiläum des Albums zu spielen. Der Auftritt fand in Koblenz statt, wobei Metal Inquisitor als Vorband spielte.
Im März 2019 veröffentlichte Divebomb Records Two Sides of a Coin, mit bisher unveröffentlichten Liedern als Zusatz, in den USA neu, was auf positive Resonanz stieß. Zur selben Zeit wurde Thorns in der Ukraine und in Russland neu veröffentlicht. Es schlossen sich daraufhin mehrere Bandproben an, wobei Patrick Grün Denis Schmidt, den er bereits von seiner Tätigkeit bei Caliban kannte, mit einbrachte. Die Gruppe gab daraufhin ihre Wiedervereinigung bekannt.

## Stil
Die Band spielt klassischen Thrash Metal, wobei die Band als eine raue Version der deutschen Band Despair beschrieben wird.

## Diskografie
als Pyracanda
- Welcome to the Crab-Louse-City (Demo, 1988, Eigenveröffentlichung)
- Two Sides of a Coin (Album, 1990, No Remorse Records)
- Thorns (Album, 1992, Aaarrg Records)
- Losing Faith (Album, 2024, FHM Records)

als Ilex
- Wounded Heart (Demo, 1995, Eigenveröffentlichung)
- Liebe ist… (EP, 1995/1996, Eigenveröffentlichung)

als G.Reizzt
- G.Reizzt (Album, 1997, a·b·s/Shark Records)